# Washingtonské zásady o nacisty zabaveném umění
Washingtonské zásady o nacisty zabaveném umění (Washington Principles on Nazi-Confiscated Art) z roku 1998 nastavují principy navracení umění zabaveného Třetí říší. Obsahují prohlášení týkající se restitucí umění zabaveného nacistickým režimem v Německu před druhou světovou válkou a během ní. Dokument byl vydán v souvislosti s "Washingtonskou konferencí o majetku v době holocaustu", která se konala ve Washingtonu ve Spojených státech dne 3. prosince 1998.

## Konference
Konferenci pořádalo ministerstvo zahraničí USA a "Pamětní muzeum holocaustu USA" (United States Holocaust Memorial Museum). Na konferenci se shromáždili účastníci newyorského sympozia z roku 1995 "The Spoils of War" (Válečná kořist), které jednalo o vymáhání a návratu kulturních statků a dalších předmětů ztracených během druhé světové války a znovu objevených. Konference také vycházela z jednání o nacistickém zlatu, které se konalo v Londýně v prosinci 1997.
Konference se konala od 30. listopadu do 3. prosince 1998 a zúčastnili se jí zástupci 44 zemí a 13 nevládních organizací, uměleckých muzeí a aukčních síní.
Cílem konference bylo diskutovat zejména o židovských ztrátách na majetku, včetně uměleckých děl, knih a archivů, řešení pojistných událostí a jiných druhů poškození majetku Své delegáty vyslalo 44 vlád, včetně sjednoceného Německa, a třináct mezinárodních nevládních organizací. Pořadatelem konference byl náměstek ministra zahraničních věcí USA pro hospodářství, podnikání a zemědělství Stuart E. Eizenstat, bývalý velvyslanec Spojených států v Evropské unii, a jejím předsedou byl soudce Abner Mikva. Zahajovací projev přednesla americká ministryně zahraničí Madeleine Albrightová.

## Principy
Dokument obsahuje jedenáct bodů:
1. Je třeba identifikovat umění, které bylo zabaveno nacisty a nebylo následně restituováno.
2. Příslušné záznamy a archivy by měly být otevřené a přístupné badatelům v souladu s pokyny Mezinárodní rady pro archivy.
3. Měly by být poskytnuty zdroje a personál, aby se usnadnila identifikace veškerého umění, které bylo zabaveno nacisty a nebylo následně restituováno.
4. Při stanovení, že umělecké dílo bylo zabaveno nacisty a nebylo následně restituováno, je třeba vzít v úvahu nevyhnutelné mezery nebo nejasnosti v původu s ohledem na plynutí času a okolnosti éry holocaustu.
5. Je třeba vyvinout veškeré úsilí k propagaci umění, o kterém se zjistí, že bylo zabaveno nacisty a nebylo následně restituováno, aby bylo možné najít jeho předválečné vlastníky nebo jejich dědice.
6. Je třeba vyvinout úsilí k vytvoření centrálního registru těchto informací.
7. Předváleční vlastníci a jejich dědicové by měli být povzbuzováni, aby přišli a oznámili své nároky na umění, které bylo zabaveno nacisty a nebylo následně restituováno.
8. Pokud lze identifikovat předválečné vlastníky nebo dědice umění, o kterém bylo zjištěno, že bylo zabaveno nacisty a nebylo následně restituováno, je třeba urychleně podniknout kroky k dosažení spravedlivého řešení, přičemž se toto řešení může lišit vzhledem ke skutečnostem a okolnostem konkrétního případu.
9. Pokud nelze identifikovat předválečné vlastníky umění, které bylo podle zjištění zabaveno nacisty, nebo jejich dědice, je třeba urychleně podniknout kroky k dosažení spravedlivého řešení.
10. Komise nebo jiné subjekty zřízené k identifikaci umění zabaveného nacisty a k pomoci při řešení vlastnických problémů by měly mít vyvážené členství.
11. Národy se vyzývají, aby vyvinuly národní procesy k provádění těchto zásad, zejména pokud se týkají mechanismů alternativního řešení sporů pro řešení vlastnických problémů.

Zásady nastínil Eizenstat spolu s „Prohlášením pracovní skupiny pro mezinárodní spolupráci při vzdělávání, vzpomínce a výzkumu holocaustu" (Declarations of the Task Force for International Cooperation on Holocaust Education, Remembrance, and Research). Na konferenci přednesl prohlášení s názvem "Podpora principů nacistického zabaveného umění" (In Support of Principles on Nazi-Confiscated Art), řekl: 
 Před několika týdny jsme připravili k diskusi dokument o 11 obecných principech, který byl použit jako základ rozsáhlých konzultací a který dnes máte všichni. Tyto zásady samy o sobě nejsou řešením. Jsou prostředkem, kterým mohou národy vytvářet svá vlastní řešení v souladu s jejich vlastními právními systémy. Principy se snaží zachytit ducha této konference pro národy zapojené do tohoto úkolu.

Pokud budou tyto principy správně aplikovány, objevení nacisticky zabaveného umění již nebude věcí náhody. Místo toho bude organizováno mezinárodní úsilí - dobrovolné povahy, ale podporované silným morálním závazkem - hledat původ a odkrývat ukradené umění. Toto úsilí vyvinou vlády, nevládní organizace, muzea, dražitelé a obchodníci.